# Kanton Cotagaita
Der Kanton Cotagaita ist ein Gemeindebezirk im Departamento Potosí im südamerikanischen Anden-Staat Bolivien.

## Lage im Nahraum
Der Cantón Cotagaita ist einer von siebzehn Kantonen im Landkreis (bolivianisch: Municipio) Cotagaita in der Provinz Nor Chichas. Er grenzt im Norden an den Kanton Vichacla, im Nordwesten an den Kanton Río Blanco, im Westen an den Kanton Sagrario, im Süden an die Provinz Sur Chichas, im Südosten an den Kanton Ramadas, den Kanton Laytapi und den Kanton Valle Hermoso, im Osten an den Kanton Carlos Medinacelli und den Kanton Mormorque, und im Nordosten an den Kanton Pampa Grande und den Kanton La Carreta.
Der Kanton erstreckt sich zwischen etwa 20° 41' und 21° 10' südlicher Breite und 65° 20' und 66° 00' westlicher Länge, er misst von Norden nach Süden bis zu 50 Kilometer, von Westen nach Osten bis zu 40 Kilometer. In dem Kanton gibt es insgesamt 51 Gemeinden, zentraler Ort ist Cotagaita im Zentrum des Kantons mit 1.645 Einwohnern (2001). Der Kanton liegt auf einer mittleren Höhe von etwa 3200 m.

## Geographie
Der Kanton Cotagaita liegt im südlichen Teil der kargen Hochebene des bolivianischen Altiplano. Das Klima ist wegen der Binnenlage kühl und trocken und durch ein typisches Tageszeitenklima gekennzeichnet, bei dem die Temperaturschwankungen zwischen Tag und Nacht in der Regel deutlich größer sind als die jahreszeitlichen Schwankungen.
Die Jahresdurchschnittstemperatur in den Tälern des Kantons liegt bei 15 °C (siehe Klimadiagramm Cotagaita) und schwankt nur unwesentlich zwischen 11 °C im Juni/Juli und 18 °C im Dezember und Januar. Der Jahresniederschlag beträgt nur etwa 300 mm, mit einer stark ausgeprägten Trockenzeit von April bis Oktober mit Monatsniederschlägen unter 10 mm, und einer Feuchtezeit von Dezember bis Februar mit 70–80 mm Monatsniederschlag.

## Bevölkerung
Die Einwohnerzahl in dem Kanton ist zwischen den letzten beiden registrierten Volkszählungen unverändert geblieben, die Daten der Volkszählung 2012 liegen noch nicht vor:
| Jahr | Einwohner | Quelle           |
| ---- | --------- | ---------------- |
| 1992 | 6 210     | Volkszählung     |
| 2001 | 6 212     | Volkszählung     |
| 2012 | .         | noch keine Daten |

Die Bevölkerungsdichte des Municipio Cotagaita bei der letzten Volkszählung im Jahr 2001 betrug 3,7 Einwohner/km², der Anteil der städtischen Bevölkerung war 0 Prozent, der Anteil der unter 15-Jährigen an der Bevölkerung lag bei 44,9 Prozent.
Der Alphabetisierungsgrad bei den über 19-Jährigen beträgt 67 Prozent, und zwar 89 Prozent bei Männern und 49 Prozent bei Frauen. Wichtigstes Idiom mit einem Anteil von 96 Prozent ist Quechua, 73 Prozent der Bevölkerung sprechen Spanisch. 76 Prozent der Bevölkerung sind katholisch, 19 Prozent evangelisch. (2001)
Die Lebenserwartung der Neugeborenen liegt bei 59 Jahren. 89 Prozent der Bevölkerung haben keinen Zugang zu Elektrizität, 89 Prozent leben ohne sanitäre Einrichtung. (2001)

## Gliederung
Der Cantón Cotagaita untergliedert sich in die folgenden dreißig Subkantone (vicecantones oder comunidades):
- Vicecantón Ascanty – 2 Gemeinden – 27 Einwohner (Volkszählung 2001)
- Vicecantón Ascapa – 1 Gemeinde – 69 Einwohner
- Vicecantón Cheque – 1 Gemeinde – 188 Einwohner
- Vicecantón Chollcapa – 1 Gemeinde – 87 Einwohner
- Vicecantón Cienega – 1 Gemeinde – 55 Einwohner
- Vicecantón Comunidad Caiti – 1 Gemeinde – 146 Einwohner
- Vicecantón Comunidad Campo Grande – 1 Gemeinde – 114 Einwohner
- Vicecantón Comunidad Churquipampa – 1 Gemeinde – 143 Einwohner
- Vicecantón Comunidad Cotagaitilla – 5 Gemeinden – 343 Einwohner
- Vicecantón Comunidad Falsuri – 1 Gemeinde – 131 Einwohner
- Vicecantón Comunidad Thapi – 1 Gemeinde – 229 Einwohner
- Vicecantón Cotagaita – 3 Gemeinden – 1.653 Einwohner
- Vicecantón Escorgue – 1 Gemeinde – 61 Einwohner
- Vicecantón Iricsina – 2 Gemeinden – 119 Einwohner
- Vicecantón Limeta – 2 Gemeinden – 183 Einwohner
- Vicecantón Llajta Chimpa – 1 Gemeinde – 119 Einwohner
- Vicecantón Luchuma – 1 Gemeinde – 188 Einwohner
- Vicecantón Luri – 1 Gemeinde – 179 Einwohner
- Vicecantón Majuelo – 2 Gemeinden – 30 Einwohner
- Vicecantón Molle Kagua – 1 Gemeinde – 127 Einwohner
- Vicecantón Palcalili – 2 Gemeinden – 339 Einwohner
- Vicecantón Peras Pampa – 1 Gemeinde – 96 Einwohner
- Vicecantón Perka Huasi – 1 Gemeinde – 34 Einwohner
- Vicecantón Punto Suelo – 1 Gemeinde – 448 Einwohner
- Vicecantón Tablaya Palca – 4 Gemeinden – 66 Einwohner
- Vicecantón Totora I – 1 Gemeinde – 574 Einwohner
- Vicecantón Tulti – 2 Gemeinden – 72 Einwohner
- Vicecantón Vicchoca – 2 Gemeinden – 174 Einwohner
- Vicecantón Viña – 6 Gemeinden – 76 Einwohner
- Vicecantón Ñesqueri – 1 Gemeinde – 92 Einwohner